# Empoascanara dissimilis
Empoascanara dissimilis är en insektsart som beskrevs av Irena Dworakowska 1992. Empoascanara dissimilis ingår i släktet Empoascanara och familjen dvärgstritar. Inga underarter finns listade i Catalogue of Life.